# Hemipeplus abditus
Hemipeplus abditus es una especie de coleóptero de la familia Mycteridae.

## Distribución geográfica
Habita en México.